# Sigvard Johansson
Sigvard Johansson es un deportista sueco que compitió en piragüismo en la modalidad de aguas tranquilas. Ganó dos medallas en el Campeonato Mundial de Piragüismo de 1954.

## Palmarés internacional
| Campeonato Mundial | Campeonato Mundial | Campeonato Mundial | Campeonato Mundial |
| Año                | Lugar              | Medalla            | Evento             |
| ------------------ | ------------------ | ------------------ | ------------------ |
| 1954               | Mâcon (Francia)    | Medalla de plata   | K2 10 000 m        |
| 1954               | Mâcon (Francia)    | Medalla de plata   | K4 10 000 m        |